# كليبيات الدو
كليبيات الدَّو أو ثلاثيَّات الشوك (الاسم العلمي: Triacanthidae)، فصيلة أسماك من منطقة الهندي-الهادي.
تُصنف في رتبة ينفوخيات الشكل، جنبا إلى جنب مع الينفوخية وسمكة شمس المحيط. تتكون الفصيلة من سبعة أنواع ضمن أربعة أجناس، بالإضافة إلى جنس منقرض واحد فقط معروف من الأحفوريات.